# Tore Lokoloko
Sir Tore Lokoloko, GCMG, GCVO, OBE (* 21. September 1930 in Iokea, Provinz Gulf, Papua-Neuguinea; † 13. März 2013 in Port Moresby) war ein papua-neuguineischer Politiker.

## Biografie
Der Sohn des Oberhäuptlings (Paramount Chief) Lokoloko Tore besuchte die 1940 von Australien gegründete Sogeri High School. Seine politische Laufbahn begann er von 1968 bis 1972 mit der Wahl zum Mitglied des Versammlungshauses (House of Assembly) im von Australien verwalteten Treuhandgebiet.
Am 1. März wurde er als Nachfolger von Sir John Guise zum Generalgouverneur von Papua-Neuguinea ernannt. In seine Amtszeit fiel 1977 der Staatsbesuch von Königin Elisabeth II. anlässlich ihres silbernen Thronjubiläums. Dabei wurde er zum Knight Grand Cross des Order of St. Michael and St. George ernannt. Außerdem ernannte ihm Elisabeth II. zum Knight Grand Cross des Royal Victorian Order. Am 1. März 1983 folgte ihm Kingsford Dibela als Generalgouverneur.
Sir Tore Lokoloko wurde daraufhin Vorstandsvorsitzender der Indosuez Niugine Bank und verblieb bis 1989 in diesem Amt.